# Орлайя
Орлайя (лат. Orlaya) — род растений семейства Зонтичные (Umbellíferae). Род назван в честь ботаника и врача Ивана Семеновича Орлая.

## Описание
Соцветие — сложный зонтик, наружный лепесток краевых цветков каждого зонтичка в 4—10 раз крупнее, чем внутренние лепестки.

## Систематика
По информации базы данных The Plant List, род включает 4 вида.
- Orlaya daucorlaya Murb.
- Orlaya grandiflora (L.) Hoffm.
- Orlaya kochii Heywood
- Orlaya topaliana Beauverd